# Pluvault
Pluvault is een plaats en voormalige gemeente in het Franse departement Côte-d'Or (regio Bourgogne-Franche-Comté) en telt 509 inwoners (1999). De plaats maakt deel uit van het arrondissement Dijon. Pluvault is op 1 januari 2019 gefuseerd met de gemeente Longeault tot de gemeente Longeault-Pluvault. 

## Geografie
De oppervlakte van Pluvault bedraagt 3,5 km², de bevolkingsdichtheid is 145,4 inwoners per km².
De onderstaande kaart toont de ligging van Pluvault met de belangrijkste infrastructuur en aangrenzende gemeenten.

## Demografie
Onderstaande figuur toont het verloop van het inwonertal (bron: INSEE-tellingen).